# 20ポンドアームストロング砲
20ポンドアームストロング砲（Armstrong Breech Loading 20 pounder gunまたはRBL 20 pounder）は1859年から配備された口径3.75インチの後装式施条砲。

## 開発史
20ポンドアームストロング砲は12ポンドアームストロング砲の拡大版である。野砲と艦砲バージョンが製造された。

### 20ポンド13 cwtおよび15 cwt艦砲

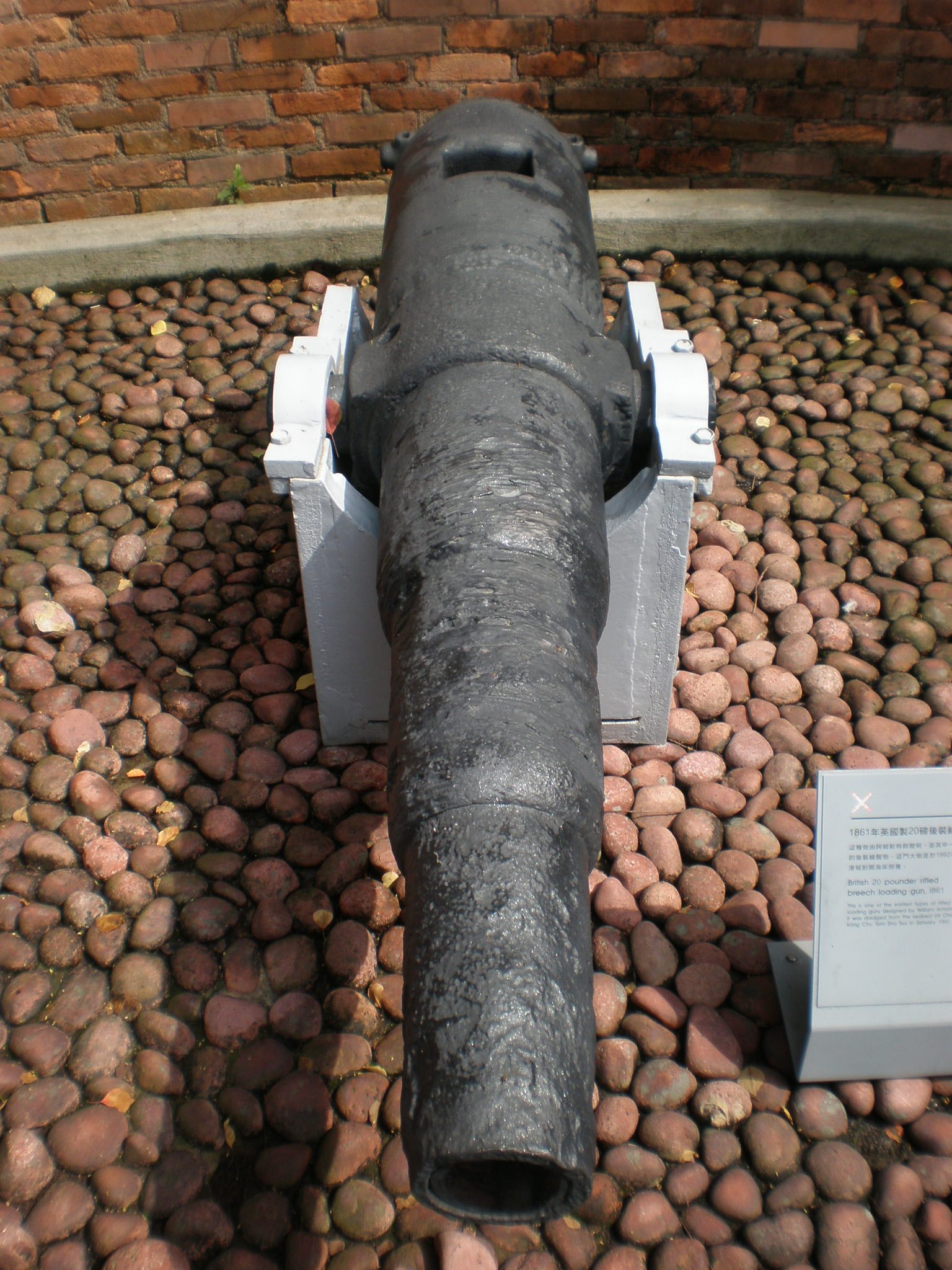
砲艦用13 cwt砲、香港海防博物館

艦砲用20ポンドアームストロング砲は1859年から配備された。陸上用よりは2.5フィート短く、砲身長は54インチ（14.43口径長）にすぎないため、ずんぐりした外観をしている。この短砲身のため、初速は1000フィート/秒に過ぎなかった。
15 cwt（760 kg）砲は、ベントピース（鎖栓）用スロット前方のコイルが厚くなっており、スループの舷側砲用として開発された。より軽量の13 cwt（660 kg）砲はピンネース砲として知られ、砲艦用である。

### 20ポンド16 cwt野砲
1860年から配備開始。砲身長84インチ（22.36口径長）であり、典型的な野砲の外観をしている。

## 現存する20ポンドアームストロング砲
- 13 cwt ピンネース砲（レストア無し）：香港海防博物館
- 16 cwt 艦砲：HMS ウォーリア艦上、ポーツマス
- 13 cwt艦砲：銃砲博物館、シドニー

## 参考資料
- Treatise on the construction and manufacture of ordnance in the British service. War Office, UK, 1877
- Text Book of Gunnery, 1887. LONDON : PRINTED FOR HIS MAJESTY'S STATIONERY OFFICE, BY HARRISON AND SONS, ST. MARTIN'S LANE
- Alexander Lyman Holley, "A treatise on Ordnance and Armor" published by D Van Nostrand, New York, 1865
- Lieutenant-Colonel C H Owen R.A., "The principles and practice of modern artillery". published by John Murray, London, 1873